# Lars Hollmer
Lars Gustav Gabriel Hollmer, född 21 juli 1948 i Linköping, död 26 december 2008 i Helga Trefaldighets församling i Uppsala, var en svensk musiker (klaviaturspelare, dragspelare, sångare och kompositör). Han blev känd bland annat som medlem i gruppen Samla Mammas Manna och som kompositör till instrumentalstycket Boeves Psalm.

## Karriär
Under 1970-talet var Hollmer en av de drivande krafterna bakom grupperna Samla Mammas Manna, Zamla Mammaz Manna, Von Zamla och Ramlösa kvällar. Efter att Zamla Mammaz Manna upplösts 1980 påbörjade Hollmer arbetet med sin första soloskiva XII Sibiriska Cyklar (utgiven 1981). Skivan var ett rent soloprojekt där Hollmer själv spelade alla instrument, i första hand dragspel och klaviaturer. Låten Boeves Psalm som skrevs till hans morbrors begravning (Boeve = morbror Edvard) blev en stor framgång och användes bland annat som signaturmelodi till Bengt Grafströms radioprogramserie Musiken är min makt i P3 under åren 1982–1983. Låten har även fått internationell spridning med såväl soloartister som orkestrar och ensembler. 
Parallellt med andra projekt, som Von Zamla och Fem söker en skatt, fortsatte Lars Hollmer att släppa skivor i eget namn. Han bildade 1985 gruppen Looping Home Orchestra som med varierande sättningar har framfört Hollmers musik. År 1996 blev han medlem i den internationella dragspelsensemblen Accordion Tribe. 1998 belönades han med en Grammis för sin cd Andetag.
Under 2000-talet framträdde Lars Hollmer ofta samman med ensemblen Utsikter där bland andra Michel Berckmans (oboe, fagott) och Wolfgang Salomon (kontrabas) ingick. En resa till Japan år 2000 resulterade i att gruppen SOLA bildades med japanska musiker. Under detta namn släpptes 2002 skivan Lars Hollmer's SOLA. The global home project. Samarbetet med den japanska violinisten Yuriko Mukoujima fördjupades under 2003. Med henne gjorde Hollmer flera duokonserter i Japan, vilket resulterade i liveskivan Live and more.
År 2003 kom också den andra skivan med Accordion Tribe, Sea of reeds. Året därpå släpptes en dokumentärfilm om ensemblen av den schweiziske filmmakaren Stefan Schwietert. Under 2004 framträdde Lars Hollmer i Victoriaville, Québec tillsammans med de franskkanadensiska musikerna Jean Dérome och Pierre Tanguay, och tillsammans med tiomannaorkestern La Fanfare Pourpour. Han framträdde även som medlem i Fred Friths ensemble under svensk turné hösten 2004. 
Hollmers kanadensiska kontakter blev allt tätare under 2005. Han spelade återigen med La Fanfare Pourpour, vilket 2007 resulterade i skivan Karusell Musik, och medverkade även på en skiva av avantrockbandet Miriodor. Under 2008 turnerade Hollmer igen med La Fanfare Pourpour i Frankrike och Sverige, bland annat i Uddevalla och på Katalin i Uppsala. Konserten på Katalin 2008 kom att bli hans sista. Under julhelgen samma år avled han efter en tids sjukdom. Ett urval av hans efterlämnade inspelningar släpptes 2012 på skiva under namnet With Floury Hand (Sketches).
Lars Hollmer är begravd på Berthåga kyrkogård i Uppsala.

## Studio
Lars Hollmer hade sin musikstudio i ett ombyggt hönshus i Nyvla utanför Uppsala.

## Diskografi

### Som soloartist i urval
- XII Sibiriska Cyklar (1981)
- Vill du höra mer? (1982)
- Från natt idag (1983)
- Tonöga (1985)
- Andetag (1997)
- Utsikter (2000)
- Viandra (2007)
- With Floury Hand (Sketches) (2012)

### Med Looping Home Orchestra
- Vendeltid (1987)
- Door Floor Something Window Lars Hollmer Looping Home Orchestra Live 92–93 (1995)

### Med Fem Söker en Skatt
- Fem söker en skatt (1995)

### Med Accordion Tribe
- Accordion Tribe (1998)
- Sea of Reeds (2002)
- Lunghorn Twist (2006)

### Med SOLA
- Lars Hollmer's SOLA. The global home project (2002)

### Med La Fanfare Pourpour
- Karusell Musik (2007)